# Rosie Smith
 (mars 2016).
Si vous disposez d'ouvrages ou d'articles de référence ou si vous connaissez des sites web de qualité traitant du thème abordé ici, merci de compléter l'article en donnant les références utiles à sa vérifiabilité et en les liant à la section « Notes et références ».
Pour les articles homonymes, voir Smith.
Rosie Smith est plus connue pour avoir été membre du groupe de metal extrême Cradle Of Filth de 2006 à fin 2008. Elle est née en 1984 à Londres. Elle a obtenu un diplôme de musique au collège Weymouth, où elle a rejoint son premier groupe : Jack's Back. À l'âge de 20 ans, elle entre à l'université de Salford. Elle sait aussi jouer de la harpe. Rosie se consacre désormais à son projet solo « Rosa Damascena » et à sa vie de famille.